# Klein Sankt Paul
Klein Sankt Paul osztrák mezőváros Karintia Sankt Veit an der Glan-i járásában. 2016 januárjában 1871 lakosa volt.

## Elhelyezkedése

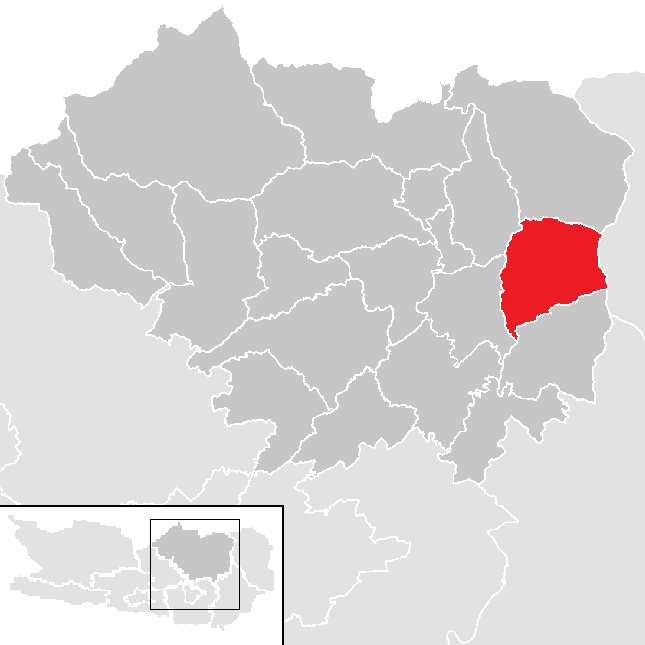
Klein Sankt Paul a Sankt Veit-i járásban

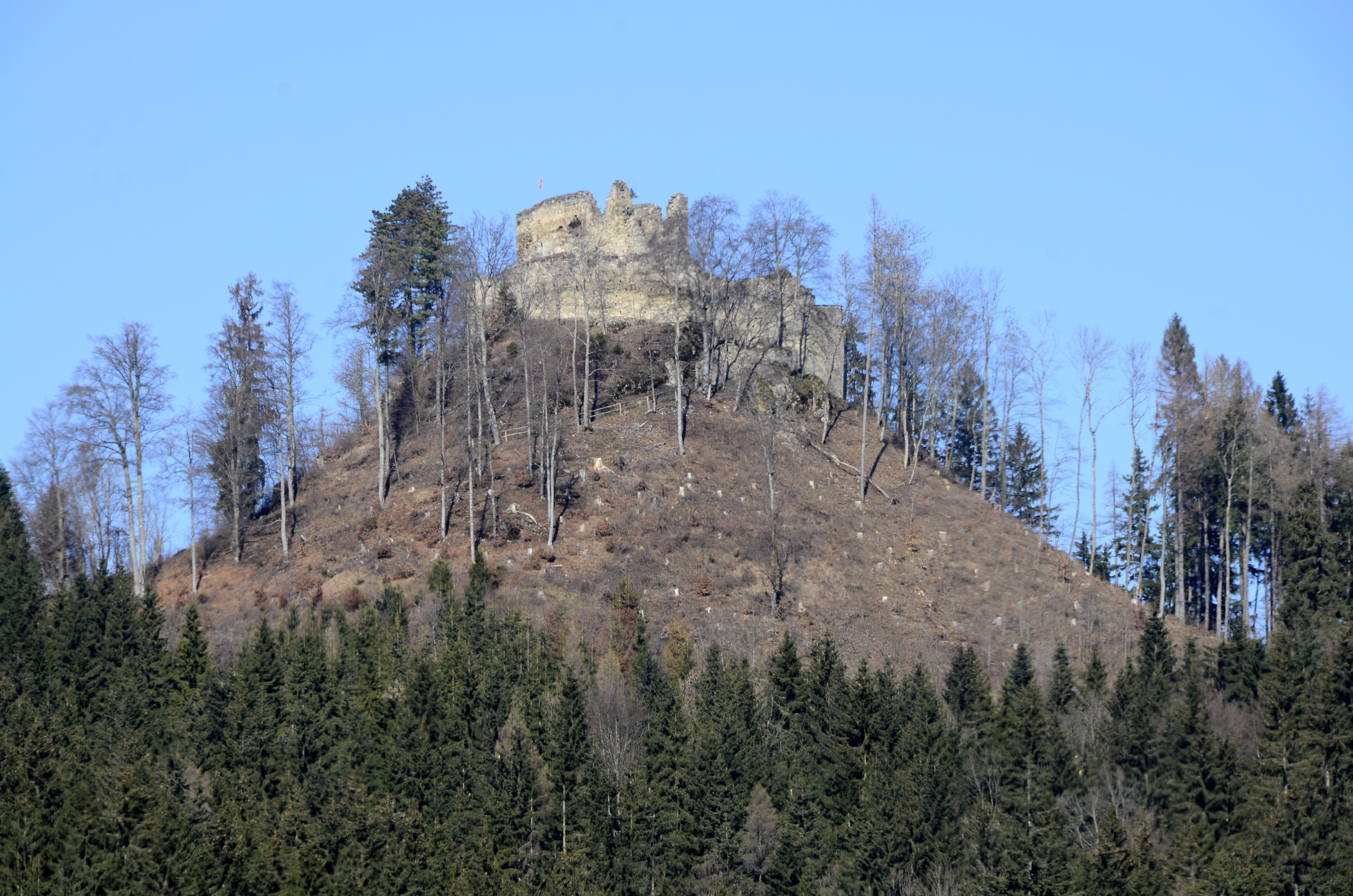
Hornburg romjai

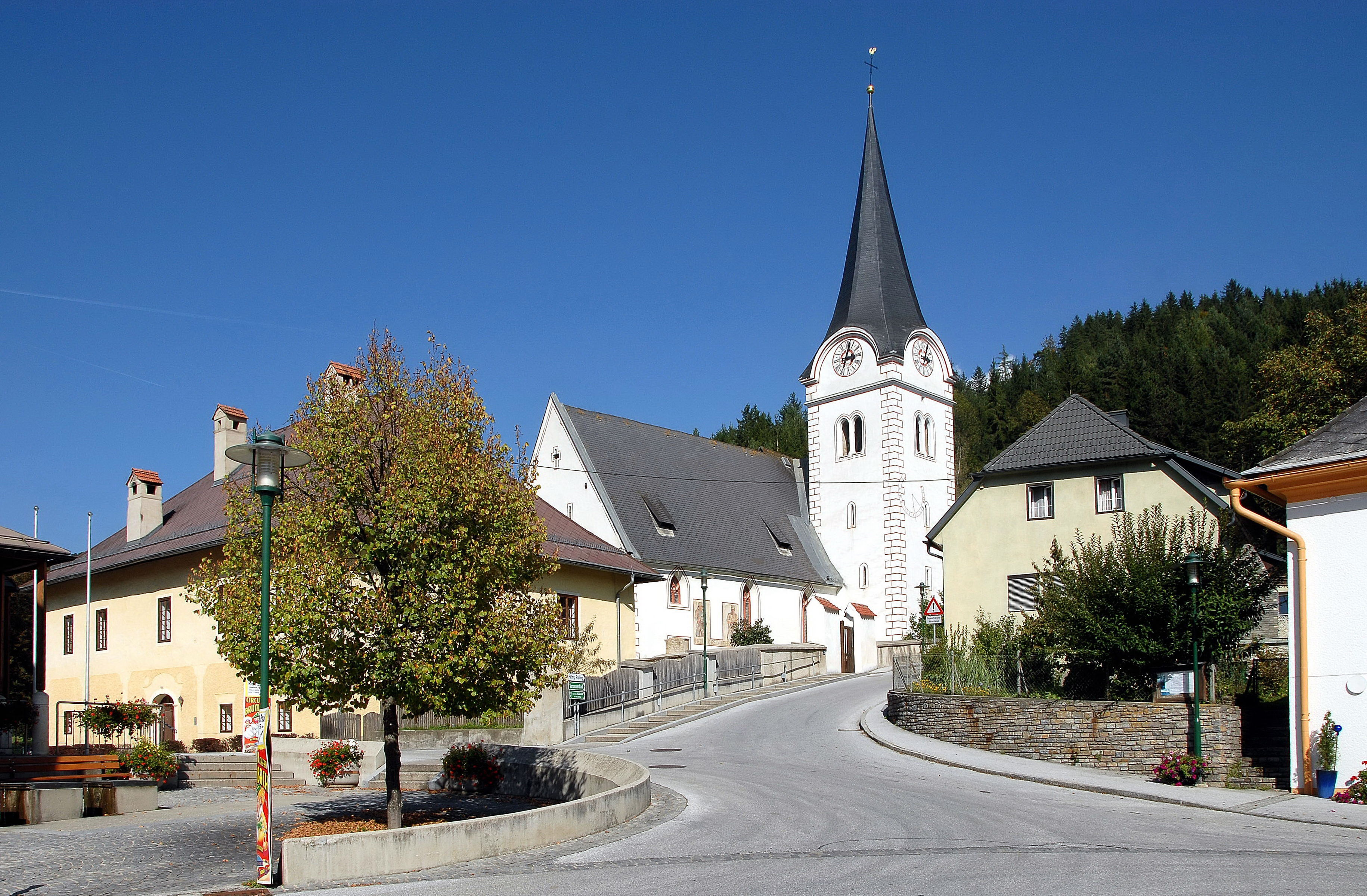
A Szt. Pál-templom

Klein Sankt Paul Karintia keleti részén fekszik, mintegy 36 km-re északkeletre Klagenfurttól a Görtschitz folyó völgye és a Saualpe hegyvonalulata között. Az önkormányzat 19 falut és más települést fog össze: Buch (11 lakos), Drattrum (9), Dullberg (8), Filfing (77), Grünburg (4), Katschniggraben (6), Kirchberg (33), Kitschdorf (119), Klein Sankt Paul (1011), Maria Hilf (0), Mösel (49), Müllergraben (0), Oberwietingberg (66), Prailing (77), Raffelsdorf (16), Sittenberg (81), Unterwietingberg (47), Wietersdorf (31), Wieting (255).
A környező települések: délre Eberstein, nyugatra Kappel am Krappfeld, északnyugatra Guttaring, északra Hüttenberg, keletre Wolfsberg.

## Története
A régió gazdaságát már a ókori keltáktól kezdve a szomszédos Hüttenberg vasérctermelése határozta meg. Az Görschitz-völgy alsó része 831-ben a salzburgi érsek birtokába került. A település első írásos említése 1060 és 1088 között származik. 1507-ben átkerült a St. Paul im Lavanttal-i kolostor tulajdonába.
1850-ben megalakult az önkormányzat és egyúttal az addigi St. Paul unter Hornburg nevet Klein Sankt Paul-ra változtatták. 1930-ban a község mezővárosi státuszt kapott. 1973-ban területét kiegészítették a felszámolt Wieting községgel, valamint a Hüttenberghez csatolt Lölling területéből megkapta Hinterberget.

## Lakosság
A Klein Sankt Paul-i önkormányzat területén 2016 januárjában 1871 fő élt, ami jelentős visszaesést jelent a 2001-es 2195 lakoshoz képest. Akkor a helybeliek 95,9%-a volt osztrák állampolgár. 84,2%-uk katolikusnak, 4,7% evangélikusnak, 0,4% mohamedánnak, 6,6% pedig felekezeten kívülinek vallotta magát.

## Látnivalók
- a 12. században épült Hornburg várának romjai
- Grünburg várának romjai
- Szt. Pál-plébániatemplom
- Helytörténeti múzeum. Épületét 1550-ben emelték.
- a wietingi Szt. Margit-templom

## Híres Klein Sankt Paul-iak
- Michael Sollbauer (1990-) labdarúgó

## Fordítás
- Ez a szócikk részben vagy egészben  a   Klein Sankt Paul című német Wikipédia-szócikk ezen változatának fordításán alapul.  Az eredeti cikk szerkesztőit annak laptörténete sorolja fel. Ez a jelzés csupán a megfogalmazás eredetét és a szerzői jogokat jelzi, nem szolgál a cikkben szereplő információk forrásmegjelöléseként.